# The Purple Gang

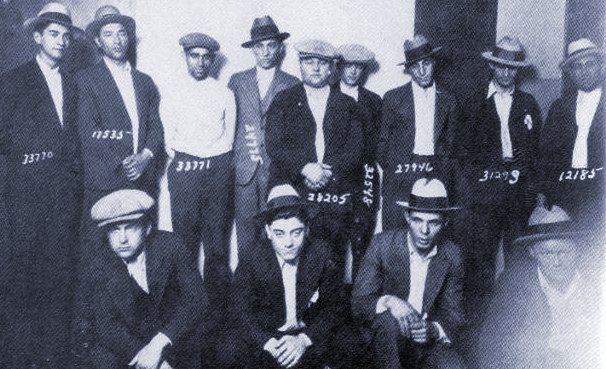

The Purple Gang var en maffiafamilj i Detroit i delstaten Michigan i USA på 1920-talet. Bossen på den tiden var Don "Aligier" Aligieri och The Purpule Gang var den mest brutala familjen i hela delstaten. Purpule betyder på gammalengelska rå eller tuff. De flesta maffiafamiljer runtom i USA fick sina namn efter staden, eller som i NY:s fem familjer, efter grundaren till familjen. Eftersom TPG fick ett ökänt rykte för att vara extremt brutala fick de med tiden namnet The Purple Gang istället för bara en av familjerna i Detroits maffia. Två av de hårdaste caporegimen var Giovanni"Joey P" Perzzini och Armando"The Wolf" Unanni. De blev kända tack vare sin skoningslösa förhandlingsstil. Deras motto var "Respect is even more important than money, and still the cash is everything".
TPG blev under 60-talets Civil Rights Moment åter känt då de var bland de första italienska maffia familjerna som lät en afro-amerikan uppnå statusen made man. Jackson "Blue" Jones var en ökänd torped inom organisationen, som genom sin hänsynslöshet blev en symbol även för befrielserörelsen. Karaktären Adebisi i HBO serien OZ sägs ha inspirerats av "Blue".
Ättlingar till TPG som lämnade USA på grund av återkommande anhållningsförsök från såväl F.B.I. som New York-polisens narkotika-rotel har bosatt sig i Europa. Där har de etablerat en så kallad "undre värld" som sträcker sig över ett tjugotal länder. 
De är särskilt specialiserade på torped-liknande jobb. I mellanöstern där TPG är bland de starkaste inom den undre världen tros Gino Nomerciovani hålla till. Nomerciovani jagas av Interpol efter ett mord på en Engelsk repporter som sa sig veta allt om TPG och var beredd att avslöja hela deras verksamhet. Interpols jakt kritiseras dock av människorättsaktivister i framförallt Irak eftersom Nomerciovani sägs ha deltagit i avrättningen av Saddam Hussein.

## I populärkulturen
En rad i Elvis Presleys sång "Jailhouse rock" lyder The whole rhythm section was the Purple Gang.